# Даратники
Дара́тники — село в Переславском районе Ярославской области.
К востоку от села протекает речка Ворговаш, она впадает в речку Кисьму, протекающую к югу от села, и впадающую в реку Саблю, протекающую с запада от села.
Постоянное население на 1 января 2007 года 11 человек.

## История
В 1628 году село было вотчиной окольничего князя Алексея Михайловича Львова. Тогда уже была церковь Успения Пречистой Богородицы с приделами святого Андрея Стратилата и преподобных Зосимы и Савватия. Рядом стоял ветхий тёплый храм Николая Чудотворца с приделом святого Иоанна Златоуста.
В 1678 году Даратники принадлежат вдове князя Фёдора Юрьевича Хворостинина Елене Борисовой. В селе теперь уже одна церковь Успение Пречистой Богородицы.
В 1693 году в Даратниках построен новый деревянный храм. Главный престол освящён в честь «Всемилостиваго Спаса Нерукотвореннаго образа», а придел в честь Успения Пресвятой Богородицы.
Через сто лет вместо деревянной церкви на средства помещицы Нарышкиной устроен каменный
храм с колокольней. Престолов в этом храме три: в холодном в честь Всемилостивого Спаса Нерукотворённого образа, в приделах тёплых в честь Успения Божией Матери и святого Николая Чудотворца. 
В селе Даратниках с 1882 года была церковно-приходская школа.

## Население
| 1859 | 1905 |
| ---- | ---- |
| 380  | 597  |

| 1859 | 1905 | 1926 | 2007 | 2008 | 2010 |
| ---- | ---- | ---- | ---- | ---- | ---- |
| 380  | ↗597 | ↘457 | ↘11  | ↘10  | ↗13  |

## Уроженцы
- Николай Александрович Брыкин — писатель.